# Dolenje Ponikve
Dolenje Ponikve je naselje v občini Trebnje.
Dolenje Ponikve so gručasta vas v ravnini na desnem bregu reke Temenice, jugozahodno od Trebnjega, ob železniški progi Trebnje – Novo mesto. V okolici vasi je kraški, zaradi rečnih naplavin rodoviten svet z vrtačami ter ponori reke Temenice. Kadar Temenica (reka) naraste, teče naprej med košenicami daleč v kraški gozd, dokler ne doseže zadnjega požiralnika Risavnico, na dnu katere se pretaka stalen vodotok. Ob Temenici stoji opuščen mlin pri Dularju, ki ga obdajajo obsežni  travniki, okoli vasi pa se razprostirajo njive Gorica, Ževnice, Koti in na Breznici. Na vzhodni in jugovzhodni strani so mešani gozdovi s prevlado iglavcev, ostali gozdnati predeli pa se razprostirajo na pobočju Svete Ane. V bližini vasi so bili najdeni rimski novci in ostanki rimskih poslopij.